# Fafa Edrissa M’Bai
Fafa Edrissa M’Bai (auch in der Schreibweise Fafa Edrissa Mbye) (* 18. September 1942 in Sambang, Distrikt Niamina West; † 26. März 2025) war ein gambischer Jurist und Politiker.

## Leben
M’Bai studierte Jura und Politik an der Keele University und an der London School of Economics. Er wurde Mitglied der People’s Progressive Party und wirkte als Justizminister und Generalstaatsanwalt (englisch Attorney General and Secretary of State for Justice) der Ersten Republik Gambias (1970–1994) unter Präsident Dawda Jawara (1982–1984). Von 1994 bis 1995 und erneut 2004 unter Präsident Yahya Jammeh amtierte er als Minister für Justiz und Generalstaatsanwalt. Nach diesem Amt wurde M’Bai als Vorsitzender Richter am Gericht von Brikama tätig.
Vier der fünf Söhne M’Bais sind ebenfalls als Rechtsanwälte tätig.